# Hotel Kaiserhof (Detmold)

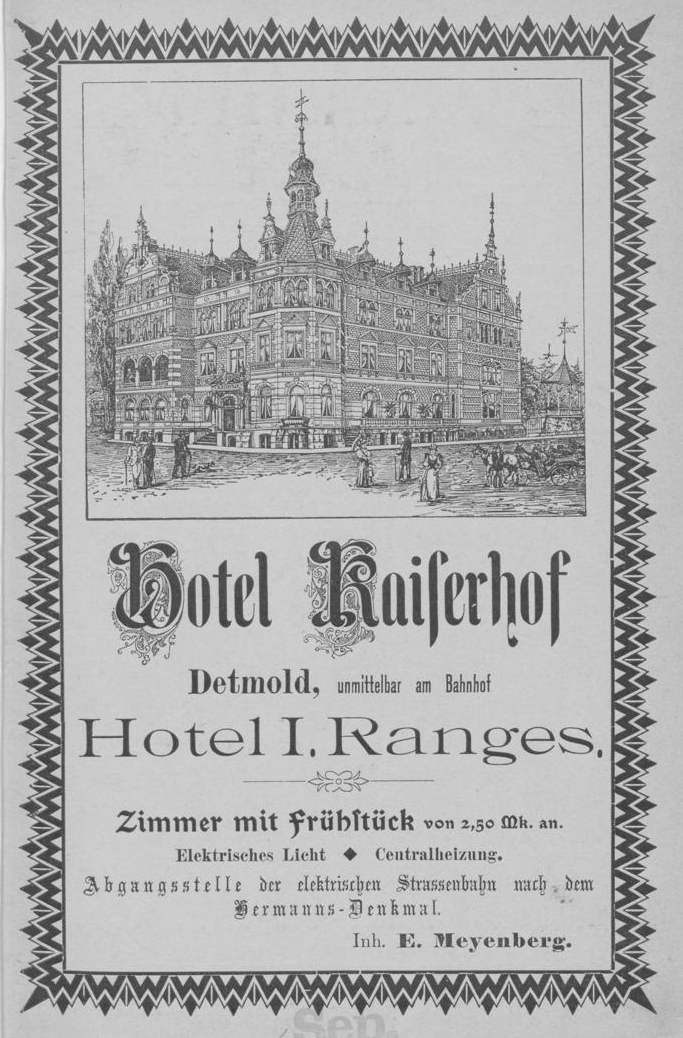
Werbeanzeige für das Hotel Kaiserhof aus dem Jahr 1901

Das Hotel Kaiserhof ist ein ehemaliges Hotel in Detmold. Es befindet sich gegenüber dem Bahnhof auf dem Eckgrundstück Hermannstraße 1 / Bahnhofstraße und steht seit 2004 unter Denkmalschutz.

## Geschichte und Beschreibung
Das Hotelgebäude wurde 1893/1894 im Stil der Neorenaissance von dem Detmolder Architekten Hermann Cuno Heufer erbaut.
Aus der Straßenansicht wirkt das Gebäude zweiflügelig. Der südöstliche Flügel schließt zum Nachbargebäude mit einem Risalit mit Schweifgiebel ab. Die nordöstliche Gebäudeecke steht auf polygonalem Grundriss hervor und ist mit einem turmähnlichen Dach versehen. Zwischen diesen Gebäudeteilen befindet sich das rundbogige, mit Säulen und Stuck verzierte Portal. Die Fenster sind überwiegend rundbogig, im ersten Obergeschoss mit Ausnahme des Risalits gerade geschlossen mit dreieckigen Verdachungen.
Der helmartige Turmaufsatz und die Dachgauben sind nicht erhalten. 1937 entstand auf der ehemaligen Terrasse ein Anbau nach Westen.
1933 machte die NSDAP den „Kaiserhof“ zu ihrer Wahlkampfzentrale für die lippische Landtagswahl, mit der die Partei ihre Krise beenden und wieder einen Wahlsieg erringen wollte. Hitler hatte Besprechungen in dem Hotel und schrieb sich – wie auch Heinrich Himmler, Hermann Göring und weitere Parteigrößen – ins Gästebuch ein, übernachtete aber nicht in dem Gebäude. Inhaber zu dieser Zeit war der Kaufmann und NS-Funktionär Heinrich Sauer.
Heute ist das nicht mehr als Hotel genutzte Gebäude im Besitz der „Heinrich-Sauer-Gedächtnisstiftung“, die die Räume an Gewerbetreibende vermietet.